# Chianca de Garcia
Eduardo Chianca de Garcia (Lisboa, 14 de Maio de 1898 – Rio de Janeiro, 28 de Janeiro de 1983) foi um dramaturgo, jornalista e cineasta português do século XX.

## Teatro
No teatro fez a sua estreia na peça A Filha do Lázaro (1923), levado ao palco no Teatro Politeama, escrita em conjunto com Norberto Lopes.
Em 1937, escreveu com Tomás Ribeiro Colaço a revista Água Vai!, que se estreou no Teatro da Trindade.

## Cinema
Chianca Garcia fez a sua estreia cinematográfica com o fracasso Ver e Amar. Colaborou depois com vários realizadores, até que se tornou conhecido com o seu grande sucesso A Aldeia da Roupa Branca (1938), cujo argumento foi seu, a planificação foi de José Gomes Ferreira e os diálogos de Ramada Curto.
Realizou ainda os seguintes filmes:
- O Trevo de Quatro Folhas (1936)
- A Rosa do Adro (1938)

No Brasil, onde se radicou em 1940, realizou os filmes:
- Pureza (1940)
- 24 Horas de Sonho (1941)

Também foi roteirista do filme Appassionata (1952) de Fernando de Barros. No Brasil foi ainda responsável pela montagem de diversos espectáculos no Cassino da Urca do Rio de Janeiro.

## Jornalista
Como jornalista fundou a revista Imagem, onde com António Lopes Ribeiro foi um acérrimo defensor da introdução do sonoro nos filmes portugueses Publicou diversas crónicas históricas durante 20 anos em vários jornais portugueses